# Araneus tijuca
Araneus tijuca är en spindelart som beskrevs av Levi 1991. Araneus tijuca ingår i släktet Araneus och familjen hjulspindlar. Inga underarter finns listade i Catalogue of Life.